# Tuhár
Tuhár (hongrois : Tugár) est un village de Slovaquie situé dans la région de Banská Bystrica.

## Histoire
La première mention écrite du village date de 1573.

## Démographie

### Évolution de la population
| Année:               | 1994. | 2004.    | 2014.    | 2024.    |
| -------------------- | ----- | -------- | -------- | -------- |
| Nombre de personnes: | 471   | 414      | 370      | 326      |
| Différence:          |       | -12,10 % | -10,62 % | -11,89 % |

| Année:               | 2023. | 2024.   |
| -------------------- | ----- | ------- |
| Nombre de personnes: | 333   | 326     |
| Différence:          |       | -2,10 % |